# Anthemis pindicola
Anthemis pindicola là một loài thực vật có hoa trong họ Cúc. Loài này được Heldr. ex Halácsy mô tả khoa học đầu tiên năm 1902.